# Distillerie Pagès
Créée en 1859 au Puy-en-Velay, la Distillerie Pagès est un fabricant de liqueurs de fruits et de plantes, dont la Verveine du Velay.

## Histoire

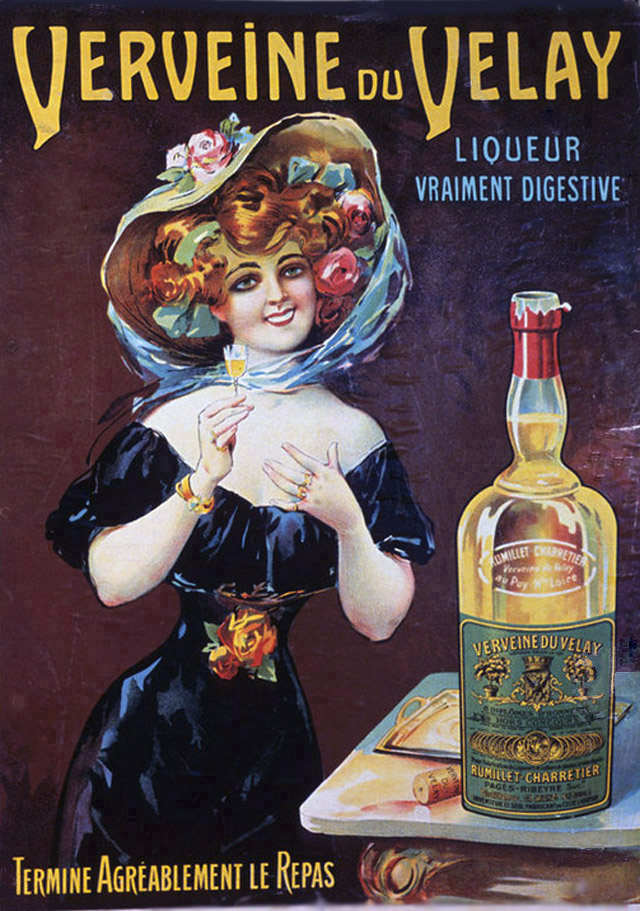
Verveine du Velay jaune Rumillet-Charretier.

En 1859, Joseph Rumillet-Charretier, herboriste et apothicaire invente la recette d'une liqueur de plantes dans le laboratoire de son officine : la Verveine du Velay. Une distillerie, la « Grande Distillerie du Velay à vapeur Rumillet-Charretier », voit le jour au cœur même de la ville basse.
En 1886, Victor Pagès, cousin par alliance de Joseph Rumillet-Charretier, prend la direction de la Distillerie à laquelle il donne son nom.
Au début des années 1900, un nouveau bâtiment, l'immeuble Pagès est construit dans le quartier Saint-Jean.
Les années 1950 voient l'arrivée de Raymond Julien-Pagès. Ce dernier va exporter la liqueur dans de nombreux pays.
En 1984, il transmet la Distillerie de la Verveine du Velay au groupe familial Remy Cointreau, spécialiste en spiritueux.
Implantée dans l’agglomération du Puy-en-Velay, la distillerie de la Verveine du Velay Pagès est classée “Site Remarquable du Goût", en association avec la Lentille verte du Puy.
Aujourd'hui, la Distillerie Pagès élabore une gamme de liqueurs de fruits et de plantes, et une gamme de sirops.

## Groupe
Pagès est une marque du groupe Vedrenne, un groupe familial constitué de distilleries et liquoristeries françaises de tradition, emblématiques de leurs terroirs, dont l'excellence du savoir-faire est reconnue par le label Entreprise du patrimoine vivant.